# Ben-Hur (pel·lícula de 2016)
Ben-Hur és una pel·lícula èpica i històrica estatunidenca dirigida per Timur Bekmambetov i escrita per Keith R. Clarke i John Ridley, basada en la novel·la Ben-Hur: A Tale of the Christ, escrita per Lewis Wallace i publicada en 1880. S'havien realitzat anteriors versions cinematogràfiques del relat en 1907, 1925 i 1959, les dues últimes amb gran èxit de públic. El film és protagonitzat per Jack Huston, Morgan Freeman, Toby Kebbell, Nazanin Boniadi i Rodrigo Santoro. La fotografia principal va començar el 2 de febrer de 2015, a Roma (Itàlia). La pel·lícula es va estrenar el 12 d'agost de 2016, i va ser, a diferència de les versions anteriors, un fracàs de taquilla. S'ha doblat al català.

## Sinopsi
Judà Ben-Hur (Jack Huston), un antic príncep de Jerusalem, sobreviu anys de galeres per a venjar-se del seu germà adoptiu, Messala (Toby Kebbell), qui el va acusar falsament d'atacar al prefecte de la Judea Ponç Pilat (Pilou Asbæk). Amb l'ajuda d'un mercader (Morgan Freeman), Judà torna a Jerusalem per derrotar en una carrera de quadrigues al seu germà i a Roma.

## Repartiment
- Jack Huston com Judah Ben-Hur.[6]
- Morgan Freeman com Sheik Ilderim.[7]
- Toby Kebbell com Messala.[8]
- Nazanin Boniadi com Esther.[9]
- Rodrigo Santoro com Jesús.[10]
- Sofia Black D'Elia com Tirsa.[11]
- Ayelet Zurer com Naomi.[12]
- Moisés Arias com Dimas.[13]
- Pilou Asbæk com Ponç Pilat.[14]
- Marwan Kenzari com a Drusos.[15]
- Edoardo Purgatori com l'esclau enutjat.[16]
- Haluk Bilginer com Simònides.

## Producció
El 25 d'abril de 2014, Paramount Pictures i Sony Pictures van anunciar que coproduiran Ben-Hur amb Mark Burnett i Roma Downey, que també van fer la minisèrie The Bible. La pel·lícula es va estrenar a l'agost de 2016. El 2 de febrer de 2015, MGM i Paramount van revelar que els productors serien Sean Daniel, Burnett, Joni Levin i Duncan Henderson, mentre Downey, Keith Clarke, John Ridley i Jason Brown servirien com a productors executius. També es va anunciar que l'equip creatiu incloïa a Oliver Wood com a director de fotografia, Naomi Shohan com a dissenyadora de producció, Varvava Avdyushko com a dissenyadora de vestuari, Jim Rygiel com a supervisor d'efectes visuals, i Andy Williams com a supervisor d'efectes especials.

### Càsting
Tom Hiddleston estava en la mira per a interpretar el paper principal, Judà Ben-Hur. L'11 de setembre Morgan Freeman va ingressar a l'elenc per a interpretar el paper de Sheik Ilderim, l'home que li ensenya a l'esclau Ben-Hur per a convertir-se en un conductor de quadrigues campió. El 16 de setembre Jack Huston va ser cridat a exercir el paper principal en la pel·lícula. El 18 de setembre, diverses fonts van confirmar que Toby Kebbell estava en les primeres converses per a interpretar el paper de vilà com Messala. El 15 d'octubre Gal Gadot estava en converses per a unir-se a la pel·lícula i interpretar a Esther, principal paper femení, una esclava amb la qual Ben-Hur viu l'amor. Pedro Pascal de la sèrie de televisió Game of Thrones, estava en converses per a interpretar a Ponç Pilat. El 30 d'octubre, TheWrap va confirmar que les negociacions de Gadot amb Paramount i MGM havien acabat i que l'actriu s'havia retirat a causa de conflictes de programació amb Batman v Superman: Dawn of Justice. El 4 de novembre, Marwan Kenzari va ser inclòs a l'elenc com a Drusos, un capità romà. L'11 de novembre, Ayelet Zurer estava en negociacions finals per a interpretar a Naomi, la mare de Judà Ben-Hur (Miriam en el llibre i l'adaptació de 1959). El 13 de novembre, Olivia Cooke stava sent considerada per a interpretar a Tirsa, la germana de Ben-Hur. El 2 de desembre, Nazanin Boniadi va ser confirmada com Esther, guanyant el paper sobre les actrius Sofia Boutella, Moran Atias i Natalia Warner. El 12 de gener de 2015, Sofia Black D'Elia va ser agregada en la pel·lícula com la germana de Ben-Hur, Tirsa, un paper que havia estat ofert a Cooke. El 13 de gener Rodrigo Santoro va ser anunciat com l'encarregat d'interpretar a Jesús. El 20 de gener, Moisés Arias va ser inclòs en l'elenc per a interpretar a Dimas, un fanàtic jueu adolescent que està desesperat per lluitar per la llibertat després que la seva família va ser assassinada pels romans. L'endemà, el 21 de gener, Pilou Asbæk va ser triat com Ponç Pilat, en substitució de Pascal.

### Rodatge
La fotografia principal de la pel·lícula va començar el 2 de febrer de 2015, en Roma i Matera (Itàlia). Sassi di Matera a Basilicata i l'estudi Cinecittà a Roma van ser triats entre els llocs per a filmar. El 13 de febrer, els actors totalment disfressats van ser vists en el set durant el rodatge a Matera.

## Recepció

### Taquilla
Ben-Hur va ser considerada pels observadors de Hollywood com el fracàs de taquilla més gran de l'estiu, i un dels fracassos més grans del 2016. La pel·lícula va recaptar 26,4 milions de dòlars als Estats Units i Canadà i 67,7 milions de dòlars a altres països per un total mundial de 94,1 milions de dòlars, amb un pressupost de producció de 100 milions de dòlars. A causa del seu baix rendiment a la taquilla, els executius dels estudis rivals creuen que la pel·lícula va perdre entre 100 i 120 milions de dòlars a les sales. Fonts properes a la pel·lícula, però, creuen que les pèrdues últimes probablement van ser de 60 a 75 milions de dòlars, assenyalant la pel·lícula podria funcionar bé en DVD i altres plataformes d'entreteniment domèstic. Les pèrdues per a MGM van ser més grans, ja que van finançar el 80% del pressupost total de producció, inclòs despeses de màrqueting. Com a resultat, la part de la pèrdua de Paramount va ser d'uns 13 milions de dòlars. Fonts d'estudis rivals situen el punt d'equilibri de la pel·lícula en uns 250 milions de dòlars a nivell mundial.
The Hollywood Reporter va situar Ben-Hur entre els riscos de taquilla d'estiu més grans del 2016, mentre que Forbes la considerava "la pèrdua/catàstrofe més previsible de l'estiu". Als Estats Units i al Canadà, es va projectar que la pel·lícula recaptaria uns 15 milions de dòlars el cap de setmana d'obertura, una xifra decebedora tenint en compte el seu cost de producció de 100 milions de dòlars. A causa d'una recepció negativa de la crítica i de l'afluència d'una forta competència, la reobertura de les escoles després de les vacances d'estiu, i el darrer cap de setmana dels Jocs Olímpics d'estiu de Rio, les expectatives d'obertura de la pel·lícula es van reduir a mesura que s'acostava la seva obertura. Es va obrir divendres 19 d'agost de 2016 a unes 3.300 pantalles en 3.084 sales i va guanyar 4,1 milions de dòlars, inclosos els 900.000 dòlars que va guanyar a partir de les preestrenes del dijous a 2.389 sales. La pel·lícula va recaptar 11,2 milions de dòlars el cap de setmana d'obertura, fins i tot amb augments en 3D i IMAX, i va quedar sisè a la taquilla i tercera entre les novetats, darrere de Kubo and the Two Strings i Joc d'armes. El grup demogràfic del cap de setmana d'obertura de la pel·lícula va ser un 51% de dones enfront d'un 49% d'homes, amb un 94% de l'audiència total durant el cap de setmana d'una mitjana de 25 anys.
Molts crítics i publicacions de taquilla van considerar la pel·lícula una bomba de taquilla només per la seva obertura. Jeff Bock, un analista de taquilla d'Exhibitor Relations, la va anomenar "la bomba de l'estiu". Els crítics van assenyalar que la manca de poder estrella, la seva data d'estrena a l'agost, la competència, les crítiques negatives (tant de la crítica com del públic) i la manca de màrqueting, eren causes potencials del baix rendiment de la pel·lícula. Segons Variety, la pel·lícula no es va poder expandir més enllà de la seva audiència cristiana principal. Va tenir un bon rendiment a les zones dels Estats Units que són més religioses, però no ho va fer tan bé a les regions més seculars del país. Com a resultat de la seva mala obertura, Ben-Hur' ' es va unir a diverses altres pel·lícules ambientades en l'antiguitat amb un rendiment baixa la taquilla, especialment pel·lícules recents de gran pressupost d'estudis importants: Exodus: Gods and Kings (2014), Hèrcules: L'origen de la llegenda (2014) i Gods of Egypt (2016).
Ben-Hur depenia molt dels mercats estrangers, especialment a territoris cristians forans com Llatinoamèrica per superar el seu punt d'equilibri i recuperar el seu pressupost de producció (incloses les despeses de màrqueting). Fora d'Amèrica del Nord, Ben-Hur va recaptar 10,7 milions de dòlars el cap de setmana d'obertura en 23 mercats internacionals (18 territoris publicats per Paramount i 5 per MGM). Va tenir les obertures número 1 a determinats mercats com Mèxic, Filipines, Índia, Perú, Rússia, França i Bulgària. Les seves principals obertures van ser a Mèxic (2,7 milions), Rússia (2,3 milions de dòlars), Brasil (2,2 milions de dòlars), el Regne Unit (1,5 milions de dòlars), França (1,2 milions de dòlars) i Espanya (1,1 milions de dòlars). Al Regne Unit i a Irlanda, la pel·lícula va guanyar 265.000 £ a les previsualitzacions de dimecres i dijous i fins diumenge, i va tenir una estrena total de 1,05 milions de £ procedents de 509 cinemes. Va debutar en segon lloc darrere de l'animació Sausage Party, després de la dura competència de la pel·lícula de terror Don't Breathe, pel segon lloc. Menys les previsualitzacions, només va guanyar 783.000 £ de divendres a diumenge, cosa que va situar la pel·lícula al cinquè lloc de la llista.
Es va estrenar a Corea del Sud el 14 de setembre i va oferir una obertura robusta de 5 dies per valor de 6,69 milions de dòlars des de 707 sales de cinema. Va acabar en primer lloc entre les pel·lícules de Hollywood (per davant de The Magnificent Seven), i en segon lloc general darrere de la pel·lícula local The Age of Shadows.
It finished in first place among Hollywood films (ahead of The Magnificent Seven), and in second place overall behind local film The Age of Shadows. Tot i que va caure al segon lloc el cap de setmana de segon, va aconseguir defensar els nouvinguts The Magnificent Seven i I Am a Hero, i hi va recaptar un total de 8,8 milions de dòlars. Es va estrenar a la Xina, aleshores el segon mercat de pel·lícules més gran del món, el 10 d'octubre, i va lliurar uns insignificants 2,51 milions de dòlars el cap de setmana d'obertura. Tanmateix, això reflecteix un total de set dies, ja que va obrir dilluns. Només de divendres a diumenge, el total va ser de només 460.000 dòlars, i va aconseguir debutar al número deu.
Pel que fa als ingressos totals, Corea del Sud (8,8 milions de dòlars), Mèxic (6 milions de dòlars) i el Brasil (5,5 milions de dòlars) van ser els seus principals mercats. La pel·lícula la data d'obertura al seu mercat final, Japó, va ser el 8 de febrer de 2017.

### Resposta crítica
Ben-Hur va rebre ressenyes generalment negatives de la crítica, la majoria de les quals van considerar la pel·lícula un remake innecessari en comparació amb la pel·lícula clàssica de 1959. A Rotten Tomatoes la pel·lícula té una puntuació d'aprovació del 25% basada en 190 crítiques amb una puntuació mitjana de 4,56/10. El consens crític del lloc diu: "Com lluitar contra una idea? Filmant un remake que té massa pocs propis, i intenta cobrir-lo amb edició entretallada i CGI." a Metacritic, la pel·lícula té una puntuació de 38 sobre 100 basada en 34 crítics, la qual cosa indica "crítiques generalment desfavorables". Els públics enquestats per CinemaScore va donar a la pel·lícula una nota mitjana de "A−" en una escala d'A+ a F.
Ignatiy Vishnevetsky de The A.V. Club, donant una de les poques ressenyes positives, va escriure: "Al principi, la nova adaptació de la telenovel·la del Nou Testament de Lew Wallace sembla impersonal, empolsada i ornamentada com qualsevol pel·lícula en què vestits de jueus i romans discuteixen sobre déus i reis amb accents d'origen vagament britànic [,]", però a mesura que avança, "Ben-Hur s'anuncia com el tipus de re-imaginació elemental del material d'origen que ningú en el seu bon judici esperaria que fos." Scott Collura d' IGN va donar a la pel·lícula 5.8/10, escrivint: "Ben- Hur és una introducció adequada a la història clàssica de la venjança i el perdó, però és desigual. El personatge antagonista de Toby Kebbell sovint supera l'atractiu de l'heroi de Jack Huston, els elements més religiosos de la història no s'ajusten molt bé amb el peces escèniques d'acció i bona part del repartiment es queden enrere per la seva pròpia pel·lícula. Però tot i així, no es pot negar el poder de la redempció final de Ben-Hur. No és fàcil arribar-hi."
Stephen Holden de New York Times va escriure: "Supervisat per un director no conegut pel seu toc humà i sense un nom d'estrella, excepte el Sr. Freeman, Ben-Hur sembla una pel·lícula feta a baix cost, tot i que sembla cara." Richard Roeper va donar a la pel·lícula dues estrelles de quatre, escrivint: "Ben-Hur lluita per trobar una identitat i mai no hi arriba. Els esforços ben intencionats per aconseguir despertars commovedors basats en la fe es veuen afectats per les seqüències d'acció casualment violentes del PG-13." Todd McCarthy de The Hollywood Reporter descriu l'escena de la cursa de carros de la pel·lícula com a "fortament digitalitzada i sobreeditada", i la va qualificar de la pitjor escena de la pel·lícula que va descriure com "Mal guiada, disminuïda i mal feta en tots els sentits".
Rolling Stone va etiquetar l pel·lícula "Un desastre de remake de proporcions bíbliques." Empire la va resumir com a "passable en la seva majoria, però ridículament inepte en alguns llocs."
La germana Rose Pacatte va escriure una crítica positiva per al National Catholic Reporter, oposant-se només als vestits anacrònics que porten les dones jueves a la pel·lícula.